# (6237) Chikushi
(6237) Chikushi es un asteroide perteneciente al cinturón exterior de asteroides, región del sistema solar que se encuentra entre las órbitas de Marte y Júpiter, descubierto el 4 de febrero de 1989 por Tsutomu Seki desde el Observatorio de Geisei, Geisei, Japón.

## Designación y nombre
Designado provisionalmente como 1989 CV. Fue nombrado Chikushi en homenaje al antiguo nombre de la región de Fukuoka en el norte de Kyushu. La Asociación Astronómica Chikushi estuvo operativa desde 1944 hasta 1947. Varios de sus miembros, incluidos Isao Ebihara, Takeo Mori, Mineo Nishiyama, Kiichiro Hurukawa e Ichiro Hasegawa, hicieron sus primeros estudios sobre las órbitas de cometas y planetas menores.

## Características orbitales
Chikushi está situado a una distancia media del Sol de 3,936 ua, pudiendo alejarse hasta 4,222 ua y acercarse hasta 3,649 ua. Su excentricidad es 0,072 y la inclinación orbital 5,359 grados. Emplea 2852,37 días en completar una órbita alrededor del Sol.

## Características físicas
La magnitud absoluta de Chikushi es 11,5. Tiene 37,4 km de diámetro y su albedo se estima en 0,0348. 